# 爱沙尼亚劳动人民公社

爱沙尼亚劳动人民公社旗帜

爱沙尼亚劳动人民公社是爱沙尼亚独立战争和俄罗斯内战期间由布尔什维克占领的爱沙尼亚共和国领土上的未得到普遍承认的政权，首府为纳尔瓦，1918年11月29日建立，由于苏俄军队被击败，1919年6月5日该政权垮台。政府主席为扬·安维尔特。